# Shih Mai-Yu (krater)
Shih Mai-Yu är en nedslagskrater med en diameter på 22 kilometer, på planeten Venus. Shih Mai-Yu har fått sitt namn efter den kinesiska läkaren Shi Meiyu.